# 尼古拉·富凯
尼古拉·富凯（發音：[nikɔla fukɛ]；1615年1月27日—1680年3月23日）路易十四时期的法国財政總管，贝勒岛侯爵，默伦和沃子爵（marquis de Belle-Île, vicomte de Melun et Vaux）。
尼古拉·富凯在死后通过许多小说和电影重新获得了名气，包括大仲马的《布拉热洛纳子爵》（Le Vicomte de Bragelonne）。

## 家庭出身

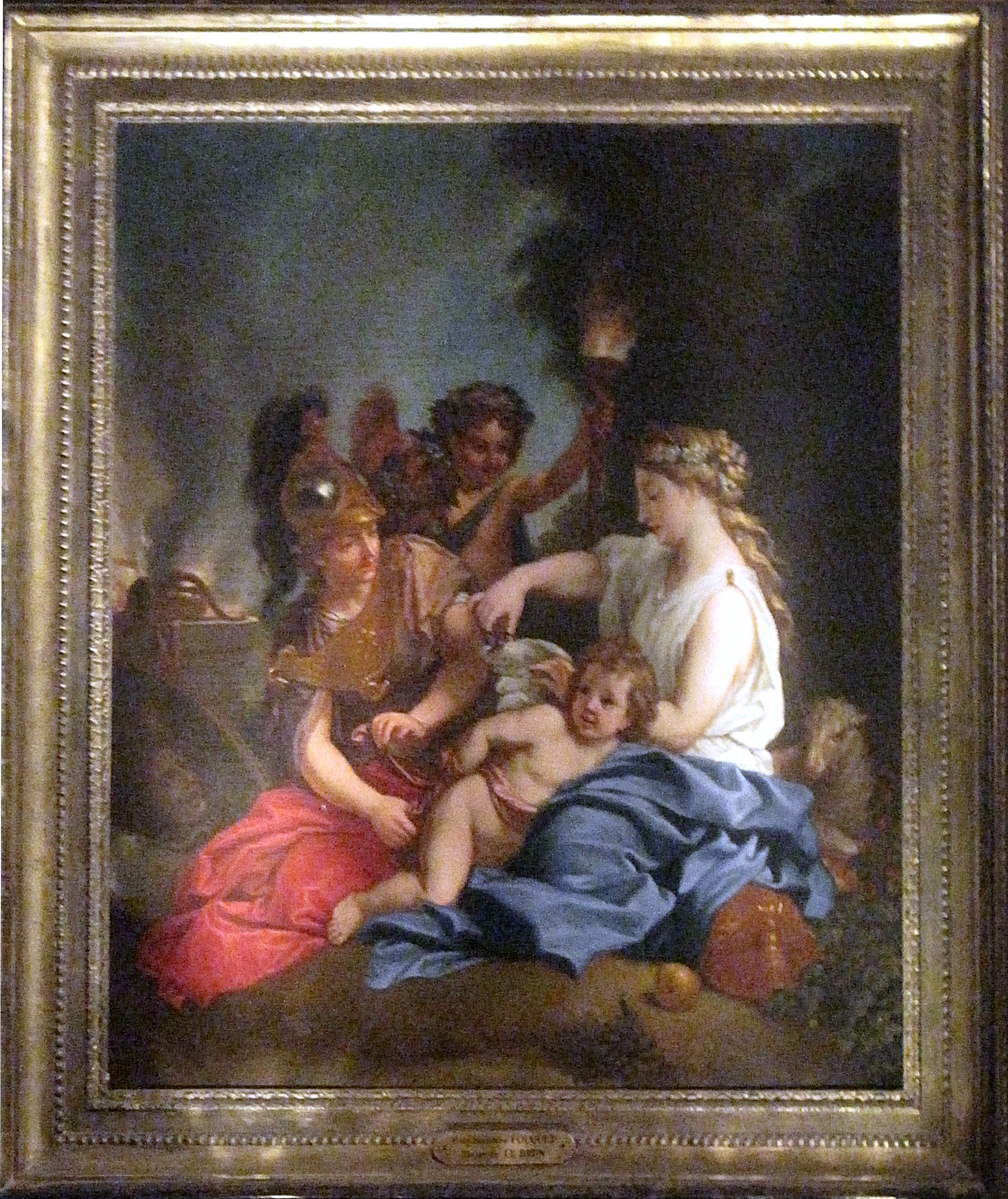
Marie-Madeleine de Castille（富凯夫人）寓言肖像的老复制品。

尼古拉·富凯来自一个安茹血统的家庭，在成为法官之前，他在布料贸易中发了财，与富凯家族当时的宣称相反，他并非贵族出身，在16世纪仍然属于商业资产阶级。:18-2315世纪末，第一位已知的祖先让·富凯（Jehan Fouquet）在昂热附近担任布艺鞋匠。
“fouquet”一词在安茹方言中指的是一只松鼠，富凯使用的纹章就是银底盾牌上的一只红色松鼠，座右铭是“Quo non ascendet？“（“他不会爬多远？”）这可能是整个家庭的问题，但无论如何，这是尼古拉·富凯收养的问题。
富凯1615年1月27日出生于巴黎，是弗朗索瓦·富凯四世（François IV Fouquet）和玛丽·德·莫普（Marie de Maupeou）的次子，后者来自一个有影响力的穿袍贵族。
1626年，应红衣主教黎塞留的明确请求，弗朗索瓦·富凯被任命为特别法庭法官，该法庭以不敬罪判处沙莱伯爵死刑。在这一次，他被黎塞留注意到，黎塞留随后委托他执行几项任务，并从红衣主教那里获得了荣誉，红衣主教随后向富凯家族保证保护。:18-23
富凯是虔诚的天主教家庭的典范，与莫普一样，他们形成了“反宗教改革的模范家庭”。在这对夫妇幸存的12个孩子中，6个女孩和3个男孩将信奉天主教（其中2个将成为主教）。尼古拉·富凯在巴黎克莱蒙学院（未来的路易大帝中学）与耶稣会士一起学习。然后，他似乎也转向了教会国家：1635年1月，他进行了教士剃发礼，成为图尔圣马丁修道院的司库，并获得了杜伊圣朱利安修道院的院长职位；但他最终在索邦获得了法律学位，1631年16岁时获得了该学位。1632年，他在巴黎议会获得了律师资格。:40
1640年，尼古拉·富凯在南特与路易丝·富尔谢（Louise Fourché）结婚，路易丝·富尔谢是雷恩议会一名议员的女儿，她为他带来了16万里弗的现金嫁妆以及奎伊亚克（Quéhillac）的土地。路易丝生下女儿玛丽六个月后，于1641年8月去世，享年21岁。1651年2月，36岁的他与15岁的玛丽·马德莱娜·德·卡斯蒂耶（Marie Madeleine de Castille）结婚，她父亲也属于一个商人家庭，后来进入金融业，后来被封为贵族，她穿着巴黎高级礼服，为富凯带来了她母亲家族的广泛关系。

## 职业生涯

### 法官和商人
19岁时，他被任命为黎塞留新成立的梅斯高等法院法官，并获得了年龄豁免。红衣主教随后指示他清点维克总理府的文件，其中保存着梅斯主教亲王国和戈尔泽修道院的所有头衔，以检查洛林公爵查理四世是否侵犯了法国国王的权利。黎塞留在工作结束前占领了亲王国，并向南锡派遣了一些梅斯法院法官，包括1634年9月参加最高委员会的尼古拉·富凯。
在南锡，富凯生活阔绰，参加了喜剧、舞会和宴会。:55
1636年，他的父亲从他手中买下了国王酒店（Hôtel du Roi）的一个职位，并将他与他的业务联系起来，并将他在美洲群岛公司的股份让给了他，他代表黎塞留担任董事，黎塞留是该公司的主要股东之一。
从1642年到1650年，他先后担任多菲内的军需官:56，然后担任巴黎将军的军需官，随后成为弗兰德斯军的军长，然后是1649年包围巴黎的军队，以及马萨林派往诺曼底、贝里、吉耶讷和勃艮第的军队。1650年，马萨林允许他以45万里弗的价格购买巴黎最高法院总检察长职位。:74-75
在此期间，他接管了父亲在各航运公司的活动，家族持有这些公司的股份：美洲群岛公司、塞内加尔公司和新法兰西公司。1640年，他成为北角公司的首批股东之一，并于1642年加入法国东印度公司，但富凯家族的长期保护者黎塞留的去世结束了他的殖民和航海梦想。富凯最终选择了为国家和接替黎塞留的红衣主教马萨林服务。

### 投石党时期
当马萨林被巴黎最高法院驱逐后流亡布吕尔时，总检察长富凯必须对红衣主教提起诉讼。但通过他的弟弟巴西勒，红衣主教秘密警察局长，一直向他通报情况，直到他恩典归来。:79

### 担任财政总管
1653年1月，财政总监拉维厄维尔公爵去世后，两位候选人竞选该职位：外交官阿贝尔·塞尔维安和尼古拉·富凯，由他的弟弟争取马萨林的支持。
马萨林考虑到富凯在金融界的网络和他在议会中的检察官职位，这有助于遏制叛乱的冲动，但也希望控制后者的野心，于1653年2月10日在两人之间分享这一职位:94。一旦上任，塞尔维安和富凯就无法就如何与商界人士打交道达成一致。为了结束这一分歧，马扎林于1655年12月解决了他们各自的责任：塞尔维安负责政府开支，富凯负责政府收入。:84
富凯成为了政府收入管理者，逐渐接管了整个政府。根据一些作者的说法，他随后将自己和家人支付的所谓预付款置于任何其他付款之上，从而转移资金。他根据自己的意愿，就不确定、可疑或虚幻的收入分配了塞尔维安的开支任务。1659年2月21日塞尔维安去世后，福凯仍然是唯一的财务总管。
由于这些大规模贪污，王家财政处于灾难性状态。虽然皇室对金钱的需求是巨大的，无论是战争资金还是路易十四的个人开支，财政部都破产了，财政状况是灾难性的（规模不再适合），可用的贵金属库存，特别是黄金不足。:154
富凯在王国的货币操纵者中建立了广泛的客户群。:139此外，通过监督人的大量资金流以及间谍和线人网络使富凯得以巩固其地位。:108-121
他的监督记录并不一致。古典史学家指责富凯缺乏明确的经济原则，他羞于减少“特殊事务”和关闭皇家贷款，但最重要的是，他与金钱操纵者的勾结，他的客户主义和个人财富。丹尼尔·德塞尔（Daniel Desert）认为，这一资产负债表在很大程度上受到柯尔贝尔批评的影响，并倾向于强调富凯通过与柯尔贝尔类似的手段实现的财务复苏的开端：
事实上，富凯和他的竞争对手柯尔贝尔之间没有根本不同的金融政策。让他们与众不同的是他们的风格：前者风格的细微差别和微妙之处；在后者这里被敲打。:119
虽然富凯确实有与柯尔贝尔相同的政策，但他并不是一个连贯的行政制度的作者。
随后，国家发现自身完全被他从他的交易朋友或他感兴趣的公司那里获得的贷款利息所毁掉，而他自己却拥有一笔惊人的财富，使他能够维持一个庭院并举办盛大的派对。他自己生意的繁荣和主人的毁灭之间的这种对比很快就会导致他的垮台。

## 航海和殖民地冒险

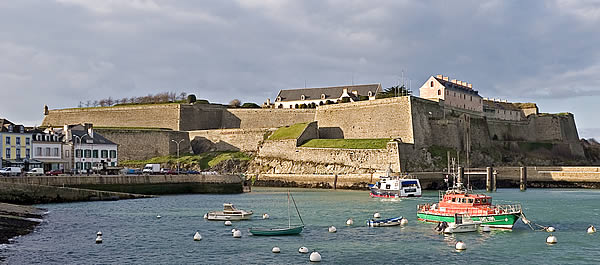
贝勒岛上的沃邦要塞

继父亲之后，富凯是殖民地剥削公司的股东，他意识到这些公司固有的问题，这些公司往往在宗教和商业目标之间犹豫不决，资源不足，并受到来自英国和荷兰的竞争的影响。
很快，他决定更直接地干预殖民地，成为船主。从16世纪40年代开始，他的家人购买或建造了几艘船，包括战舰。一些似乎被用于私掠，有模仿葡萄牙的法国委托；私掠所得的一部分于1656年出售给法国王室。亲属也被置于战略地位：1646年，他的堂兄沙兰成为布列塔尼孔卡尔诺的总督。
富凯希望更进一步，在布列塔尼建立一个权力机构，作为大型殖民地和商业企业的基础。正是考虑到这一点，他与著名的布列塔尼著名的里厄家族建立了联系，并从他那里购买了莫尔比昂湾周围的几块土地，如拉戈埃要塞。1658年，通过约岛所有者让娜·佩拉吉·德·里厄，他加强了约岛的防御，并将武装船只带到那里。
同年，富凯以260万英镑收购了贝勒岛，修复了城墙，并在那里建造了港口、商店和仓库。该岛也注定要成为一个安全的地方，一个审判时的避难所。同时，他通过一个被提名人成立了一家前往西班牙西印度群岛的贸易公司，其船只使用贝勒岛作为母港和仓库。富凯拥有十几艘用于沿海贸易或长期贸易的船只，是王国最早的船主之一。据总监和他的朋友们说，他们的雄心壮志是让贝勒岛取代阿姆斯特丹港成为北欧仓库。
为了利用合法权力，1660年，富凯从当维尔公爵手中买下了美洲总督的职位，并将其委托给了一名代理人：委任状持有人免除用于美洲现有或将要创建的地方的货物和弹药的税收。总监的目标是控制阿卡迪亚的毛皮和毛皮贸易以及鳕鱼渔业。然而，由于新法兰西公司的反对，富凯无法实现他的计划。他在纽芬兰岛和安的列斯群岛的项目也同样失败，可能是因为他的精力过于分散。

## 财富
1651年至1661年间，尼古拉·富凯积累了巨额财富，1661年马萨林去世后，他成为法国最富有的人。1653年，他的资产达到200万里弗，1661年达到1950万里弗，负债1600万里弗。他作为财务总管的年收入为15万里弗。

### 圣芒代城堡
富凯拥有许多豪宅。年轻时，他住在巴黎茹伊街的家中，后来在马提翁街附近买了一栋房子，然后搬到卡斯蒂耶公馆，这是他的第二任妻子作为嫁妆带来的。随后，他拥有纳博讷公馆和埃梅里公馆，毗邻马萨林公馆，并在圣芒代购买了一处大型房产，并对其进行了重建和装饰。他收集了大量书籍（27,000卷），仅次于马萨林（50000卷）。他对花园的品味在那里发展：他对花园进行了改造，用雕像、温室和橘园装饰。他在那里举行了许多招待会，玩了很多游戏。1656年，他先后接待了宫廷成员、加斯东·德·奥尔良和瑞典的克里斯蒂娜女王。

### 贝勒岛
1658年，尼古拉·富凯以140万里弗的价格从雷斯枢机主教若望-方济各·保禄·德·贡迪手中买下了贝勒岛侯爵领地和城堡。他从未去过贝勒岛，但开始修建防御工程，建造了一个小码头和一个仓库。几年来，这座宫殿成为了一个商业港口，有十几艘船驶往西班牙和西印度群岛。

### 沃子爵城堡

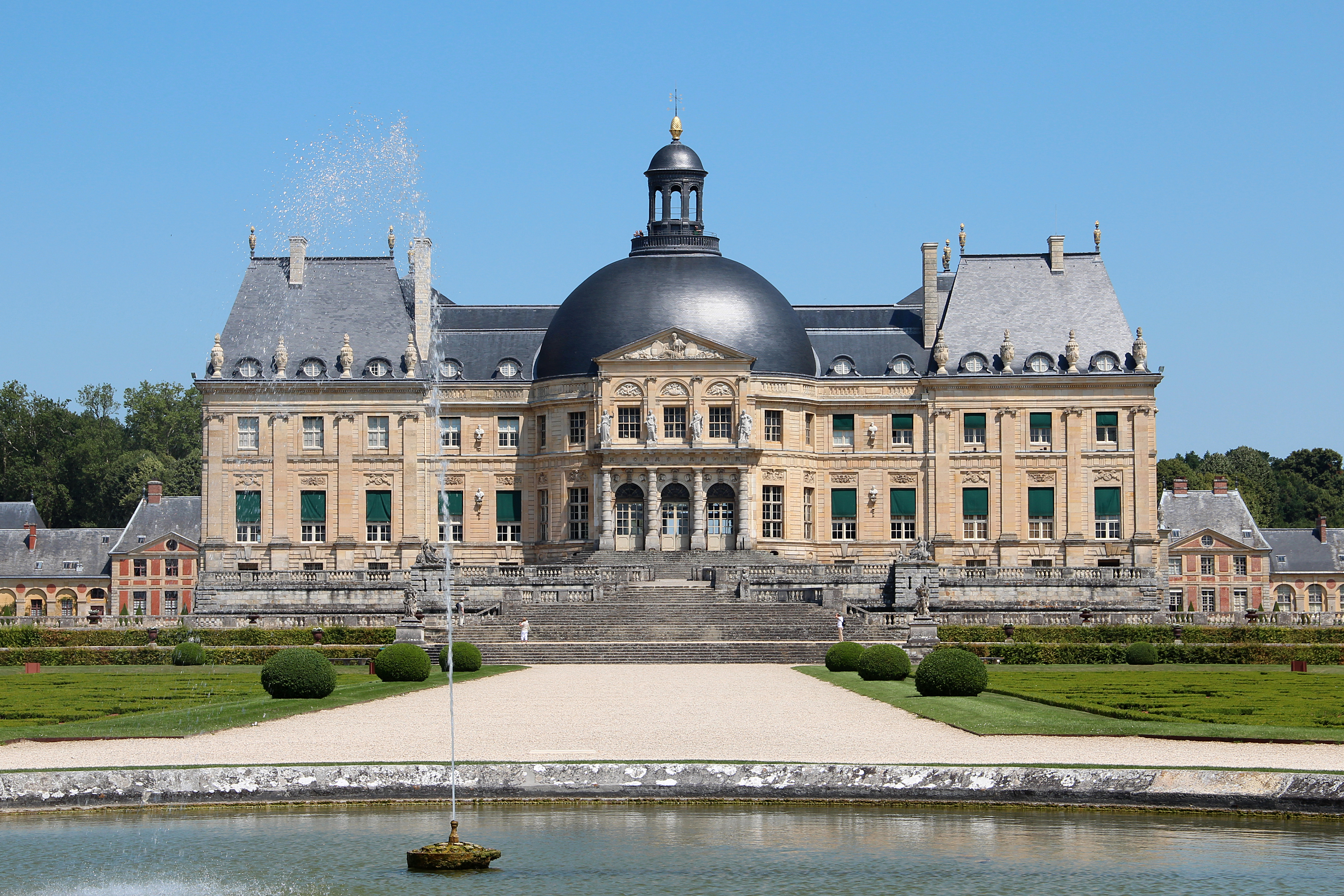
沃子爵城堡

1641年2月1日，尼古拉斯·福凯购买了沃的土地，加上默伦子爵的一半土地。从1653年起，他建造了宏伟的沃子爵城堡（位于现在的曼西）。
该地产在他加入总管职位之前购买，只是一片荒地，中间建了一座古老的城堡。富凯开始有条不紊地购买周围的土地：整个地产最终代表了200多份合同，其中一些购买仅涉及几英亩土地。他将沃村、其他一些小村庄和树林夷为平地，截断一条河流，撤掉葡萄园。此外，还开展了供水工程。沃子爵城堡工程的总成本估计超过400万里弗。

## 失势

### 倒台的原因
1661年3月马萨林去世时，富凯的权势似乎达到了顶峰：他控制着王室参政院，参政院委托他创建一个商业委员会，并委托他执行几项秘密外交任务。
然而，柯尔贝尔的批评和马萨林临终前对富凯的警告对他不利：路易十四越来越不信任一位被认为过于雄心勃勃的总管。他成功在参政院中安插了很多亲信。他贿赂了王太后奥地利的安妮的忏悔者，并试图贿赂路易十四的情妇路易丝·德拉瓦利埃，后者试图谴责他。
富凯日益增长的控制力让国王担心，他已经被投石党伤害，而他的目标是将所有权力集中在自己身上。国王自己会这样说：财务总管试图“让自己成为国家的主权仲裁者”。
这也可以解释为红衣主教和柯尔贝尔的恐惧，他们认为他在海岸上建造的堡垒是一种威胁：他在约岛上放置了很多人和大炮。此外，人气很高的富凯在王国拥有庞大的客户网络，并将自己视为虔诚派的坚定支持者，柯尔贝尔怀疑他们于1658年6月29日在加莱试图毒杀国王。
虔诚派坚决反对与英国结盟，被视为异端。国王可能中毒，在医生的救助下，他呕吐并存活下来，而“后路易十四”被唤起。早在1658年，柯尔贝尔就警告红衣主教马萨林可能试图毒死国王。同样的客户网络，忠实于富凯，参与了向蒙特斯庞侯爵夫人提供毒药的案件；但这也发挥了路易十四的作用，他觉得自己被富凯玩弄了：在向他承诺要恢复更健康的财务管理后，总管又回到了以前的做法。当柯尔贝尔向他提交了他的堂兄柯尔贝尔·德·泰龙（Colbert de Terron）关于贝勒岛防御工事和武器的报告时，国王的决心变得强硬。:154
有两个因素阻碍了财务总管的垮台：通过担任总检察长，富凯只能在他控制的高等法官面前受审。然后，他也得到了奥地利的安妮的青睐。柯尔贝尔有条不紊地解决了这个问题：首先，他安排富凯自发地向国王提议出售他的职位，以便将收益交给他。然后，他赢得了王太后的密友舍弗勒斯公爵夫人的支持。富凯被告知这些行为，但他未能理解内情，并积累了尴尬。

### 逮捕
1661年9月5日，路易十四在布列塔尼的南特逗留期间，命令达太安以贪污罪逮捕总管。
富凯对此感到震惊，他提出将贝勒岛转交给国王，并设法通知他的亲属，但他们没有利用这一喘息时间销毁他最具破坏性的文件。
他的朋友于格·德·利奥纳（Hugues de Lionne）要求国王分担财务总管的耻辱，但路易十四拒绝了。贝勒岛在没有抵抗皇家军队的情况下投降。
封印贴在富凯及其客户的所有住宅上。富凯的夫人被流放到利摩日，她的兄弟路易和弗朗索瓦被限制在他们的教区。他的兄弟吉勒被解除了第一乡绅的职务，甚至巴西勒也不得不流亡到吉耶讷。

### 搜查

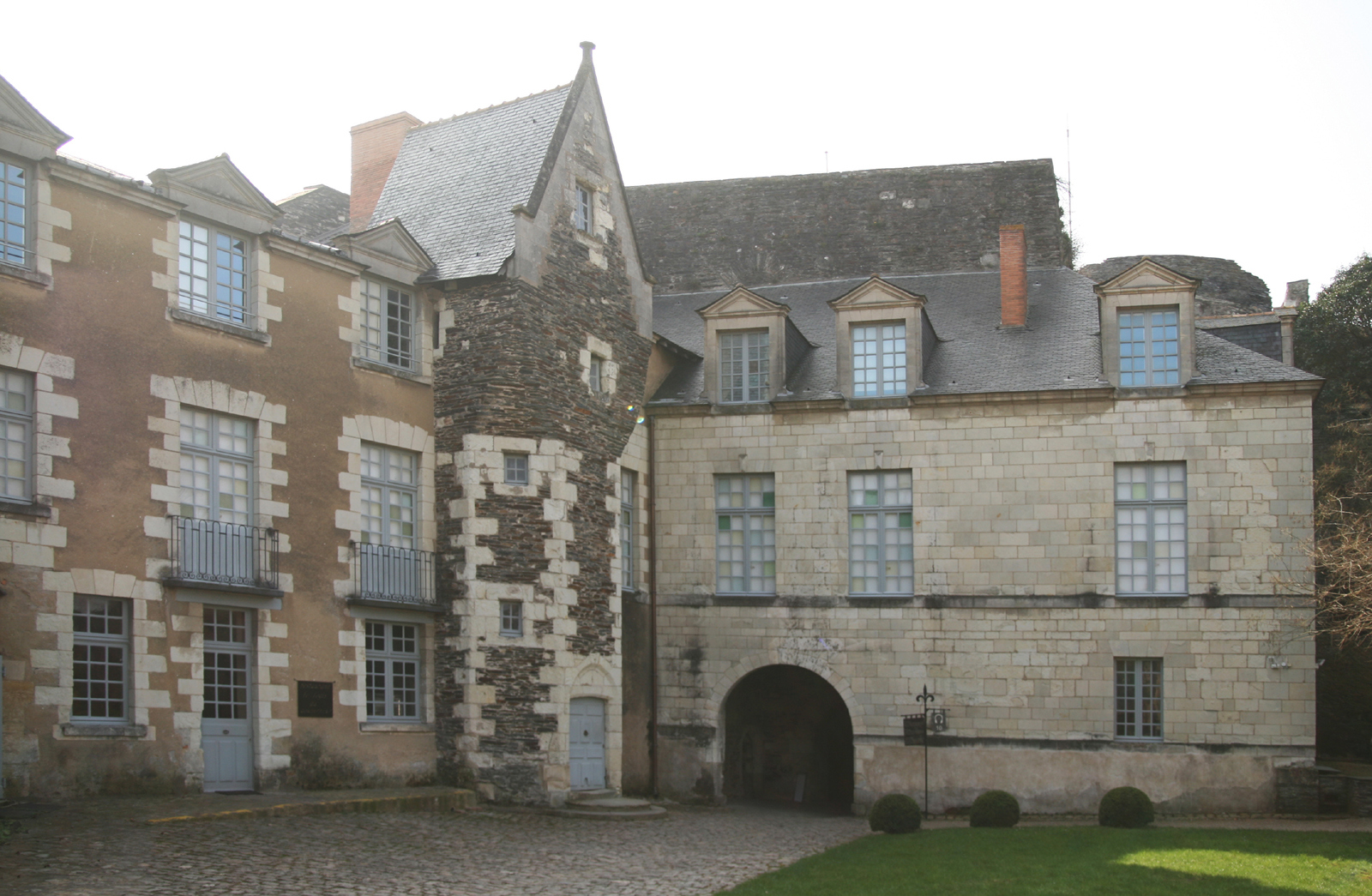
昂热城堡的省长住所，富凯在这里被软禁了数月

9月7日，富凯被转移到昂热城堡。搜查开始时，柯尔贝尔在场，但他在调查中没有任何作用。
在整个搜查过程中，柯尔贝尔不定期地将库存物品交给国王，其中一些物品被保存下来，一些物品在几天后归还。柯尔贝尔还分析了所有被扣押的账户和财务记录，以寻找针对富凯的证据。在圣芒代城堡的一面镜子后面，发现了富凯的“防御计划”：这是福凯本人在1657年写的危机指示，当时他认为马萨林已经宣誓失败。备忘录要求在富凯被监禁或者单独监禁的情况下，包括他的朋友在内的省长将自己关在城堡里，并威胁持不同政见者以获取他的释放——“如果嘲弄没有软化罪行，叛乱计划本要判决死刑，”舒瓦西神父指出。毫无疑问，这一计划是有争议的，事实上是不完整的、不周密的和不现实的。盐税征收人还承诺每年向一名姓名留空的受益人支付120,000里弗的养老金：这显然是贿赂。
随后，富凯指控柯尔贝尔在家中放置了一份来自马萨林文件的文档：事实上，在柯尔贝尔访问他之前起草的第一份报告中没有提到该文件，只有在他仔细访问后才发现。:384
9月12日，路易十四废除了财务总管一职，取而代之的是王室财政委员会。柯尔贝尔在王室参政院以部长的身份取代了富凯。根据国王保留的一种完全合法的司法形式:296，国王于1661年11月通过皇家法令设立了一个特别管辖权，“设立并设立了一个司法分庭，以调查1635年以来在国王陛下财政中犯下的滥用和贪污行为”，该分庭于15日成立，由皮埃尔·塞吉埃大法官主持，纪尧姆·德·拉穆瓦尼翁（Guillaume de Lamoignon）担任副手。它由支援法庭和审计庭的法官组成。12月1日，富凯被转移到昂布瓦斯城堡；人们在他经过时辱骂他。
富凯的审判于1662年3月3日开始。但是程序陷入困境。审讯于3月4日开始，当时富凯没有扣押的文件，也没有向他通报任何程序行为:378。5月，他被起诉。7月6日，最高法院的一项裁决禁止他向高等法院提出上诉，尽管他是前检察长。他直到7月18日才与证人对质，直到9月7日才有律师。10月18日标志着审判的一个重要里程碑：法院发布了一项任命令，要求现在以书面形式进行诉讼。
1662年11月，开始了为期两年的书面程序，主席任命了一份报告员名单。代理人母亲德·莫普夫人拒绝了其中两人，因为她有权这样做。路易十四回答说，他选择了这两位地方法官，并拒绝任何修改。12月10日，柯尔贝尔取代了被认为对被告过于有利的拉穆瓦尼翁，加上皮埃尔·塞吉埃，后者对前财务总监的仇恨是众所周知的。:402
最后，1663年3月3日，法院同意向富凯提供他选择的文件，并同意只使用他研究过的文件。与此同时，富凯的几名同谋受到审判和定罪。因此，让·埃罗·德·古维尔（Jean Hérault de Gourville）因“不敬罪”成立被缺席判处死刑。普莱西·贝利埃侯爵夫人，可能是富凯最好的朋友，被监禁。
与此同时，囚犯的几个朋友发表了对他有利的诽谤。佩利松被封为大使，秘密发表了一篇《一位忠实臣民对国王关于富凯先生审判的讲话》的演讲。
让·德·拉封丹在匿名的情况下撰写并分发了一首献给“M.F.”的诗，这首诗呼吁国王宽大处理，导致柯尔贝尔取消了他的养老金。:394柯尔贝尔追捕报纸的作者和小贩。
1664年11月14日，福凯被带到兵工厂法院，在小木凳上面接受审讯。他在口头诉讼中为自己辩护。

### 被控罪行
被指控的两项罪行是侵吞公款（公共会计师挪用公共资金）和不敬罪，均可判处死刑。

#### 侵吞公款
指控可分为以下几类：
- 在拍卖农场领取养恤金；
- 通过使用各种提名人获得国王的权利；
- 重新分配旧的过时票据；
- 向国家提供预付款，同时担任资金授权官员，以从中受益。

检方的论点基于两类证据：第一，富凯的富裕和他的许多收购；第二，几名洗钱者的证词以及在搜查过程中发现的文件。
在第一点上，检方支持富凯在出庭前的贫困状态：作为证据，他不得不从总检察长办公室借45万里弗。它还强调了沃的重大支出。
检方随后根据在其职员处发现的38个账户指出了他目前的巨额财富：1653年2月至1656年底，富凯收到了2300万里弗。其中330万来自自己的工资和薪金，其余来自储蓄票据、现金订单和从商人那里收到的款项:248。对检方而言，这证明富凯混淆了国家收入和个人收入。
令人惊讶的是，尽管富凯提出了要求，但治安法官没有对被告的财产进行任何说明，这将有助于解决这一问题。事实上，富凯否认他上任时的贫困是他目前财富的源头。在整个诉讼过程中，他巧妙地为自己辩护，利用了塞吉埃法官的金融知识不足。他回避了他最棘手的问题，如入市税问题，并利用了检方的弱点，如案件的复杂性。:420-440
基本上，达尼尔·德塞尔给了主管正确的理由。他认为，检方提供的各种数字“多样、矛盾，总之，值得怀疑”:248-249，必须谨慎处理。对他来说，它们更多地证明了富凯和他的合作者手中的物品和金钱的流通，而不是后者的财富规模，从而证明了他可能犯下的贪污行为。根据现有的公证文件、审判文件和与解决遗产有关的文件，他估计富凯被捕时的资产为1540万里弗，负债为1550万里弗，负余额为89,000里弗:348-350。因此，富凯将无法获得财务总管的资格。此外，富凯不会从国王那里偷他的钱：他的所有收购都是用他夫妇的钱支付或正要支付。他总结说，“整个档案、证据和审讯都不能证明富凯有任何不当行为。”:250
让-克里斯蒂安·珀蒂菲斯的估计更为保守。他自己对富凯资产状况的估计显示，资产为1800万里弗，负债为1620万里弗，正余额为180万英镑。它还强调损益表，特别是支出的重要性，以及富凯会计学的混乱。如果“没有任何证据表明他直接从宝箱中挖掘（……），很难承认，在这场伪造和敲诈勒索的狂欢中，富凯仍然像雪一样洁白”:160。与他的许多同时代人一样，富凯在担任基金官员的同时，作为一名银行家、金融家和与国家打交道的人，确实会变得富有。

#### 不敬罪
指控主要是基于圣芒代的防御计划，在被捕时并不为人所知：富凯被指控策划了一场正式的叛乱，贿赂了地方总督和军官，加固了他的一些土地，组建了一支武装战舰舰队，并试图招募耶稣会加入他的派别。
在墙的底部，富凯引发了一场疯狂的运动，并否认计划内容的严肃性。对他来说，他唯一的罪行是没有立即烧掉这张纸。然而，在1657年（1658年和1659年）首次起草后，福凯多次修改了圣芒代计划。这使得他基于发烧引起的疯狂的辩护几乎不可信。最后，他对原告塞吉埃表示礼貌，塞吉埃在前线的行为并非没有受到指责，尤其是他的女婿苏利公爵向西班牙人打开了芒特的大门。
如果在逮捕时尚未知晓圣芒代计划，那么他的据点的防御工事来看，除了将他与虔诚派联系在一起之外，富凯还有强烈的怀疑，他们更接近天主教国王和哈布斯堡王朝，而不是非常基督教的国王（他们更接近新教国家和土耳其帝国）。审判主要是由路易十四的大臣，特别是柯尔贝尔和勒泰利耶秘密进行的政治审判。

### 审判
经过三年的听证会，在此期间，富凯的律师制作了超过十卷的对开本辩护回忆录，1664年12月21日，法院认定尼古拉·富凯罪行成立，这是一项法令规定死刑的罪行。但在22名地方法官中，只有9人赞成死刑，富凯被判处没收所有财产并被驱逐出王国:298。这种相对的放纵可能会让柯尔贝尔失望，他在这件事上花了三年时间。苏尔什侯爵在回忆录中指出，这一消息“即使是商店里最小的人也非常高兴”。:298
对大多数同时代人来说，判决和随后的群众欢呼是由于不公平的审判。舒瓦西修道院长指出：“失去他的方式让他的心回到了他的党。他有罪，但通过对形式的起诉，法官们激怒了他，他所谓的无罪是敌人盲目和仓促愤怒的结果。”同样，伏尔泰在承认富凯“耗尽了国家财政，并（……）将其用作自己的财政”的同时，解释了这一宽大的判决，因为“针对富凯的诉讼程序不正常，审判时间长，塞吉埃法官对他的可恶无情，时间消除了公众的嫉妒，激发了对不幸者的同情，最后，对一个不幸者的要求总是比失去他的策略更强烈，这并不紧迫。”
路易十四利用他的赦免权，在位于阿尔卑斯山的皇家要塞皮内罗洛（Pignerol）改变了永久拘留的判决，国王不能冒险让保持其影响力的富凯在敌人的法庭上避难。他还羞辱了法官，包括奥利维耶·勒费夫尔·多梅松（Olivier Le Fèvre d'Ormesson）和皮埃尔·德·罗克桑特（Pierre de Roquesante），他们在本案中没有执行他的意愿。福凯富有的金融朋友被同一个法庭起诉，该法庭一直开庭到1669年。贵族们并不担心。

### 在皮内罗洛要塞的生活和去世
富凯被囚禁在由贝尼涅·多韦涅·德·圣马尔指挥的皮内罗洛要塞的两个房间里。他得到了两个贴身男仆，香槟和河，然后被带走。路易十四从1677年起放宽了他的拘留条件，他可以在要塞周围走动，接待家人或朋友的来访。1680年3月23日，富凯在要塞中去世，国王曾计划释放衰老和患病的他，但不久之后，投毒事件影响了前财务总监的一些朋友（包括阿塞拉克侯爵的遗孀）。他死在他的儿子沃伯爵的眼前，当时正在探望他。死亡是由于中风发作和长期患病造成的。没有死亡证明，但一项命令列出了疾病和富凯葬礼的费用。此外，家属对死亡情况没有异议；因此，不进行尸检。
Fouquet的尸体被存放在皮内罗洛的圣克莱尔教堂，这是堡垒中死去的前囚犯的习俗。随后，他被转移到巴黎圣母往见修道院的富凯小教堂（现为圣安托万路的玛莱堂）。
然而，有几个来源对这一事件的叙述提出了质疑。古维尔在回忆录中指出，富凯在去世前不久被释放，根据伏尔泰在事件发生多年后的著作，富凯的儿媳沃伯爵夫人证实了这一论点。:279值得注意的是，她于1687年与沃伯爵结婚，也就是富凯去世七年后。
罗贝尔·沙勒（Robert Challes）在他的回忆录中报告了柯尔贝尔首席大臣委托给他的一个假设：在王太子的代祷下获释后，富凯可能死在索恩河畔沙隆，死因可能是消化不良。他是第一个提到可能中毒的人。尽管有详细程度，但沙勒报告的假设可能性不大。:488-489
最后，值得一提的是，在给圣马尔斯的一封信的结尾，卢福瓦侯爵亲笔签名地补充道：“问我，厄斯塔什这个名字怎么可能做了你寄给我的事，他在哪里服用了必要的药物，无法相信你给了他。”“被称为厄斯塔什”的人是尤斯塔什·多热（Eustache Dauger），他是皮内罗洛的另一名囚犯，比富凯更出名，因为这是卢福瓦在与圣马尔斯的通信中给铁面人起的名字。
卢福瓦的晦涩文字暗示了中毒，但尽管多热确实有这样做的物质可能性，但他没有被识别出任何动机。珀蒂菲斯假设所讨论的“药物”用于制造隐显墨水，并得出结论，富凯死于自然死亡:509。德塞尔在判断中毒“可信”的同时，也强调了缺乏动机，并将柯尔贝尔可能是元凶的想法视为“物质上不可能”。:301
他被捕时的社会地位很高，因此他本应知道的许多秘密，国王的无情，打破了法官的判决，导致一些作家，如保罗·拉克鲁瓦，将富凯的命运与铁面人的命运混为一谈，这一论断没有历史依据。事实仍然是，在他的回忆录中，摄政王的知己纪尧姆·杜布瓦提到了摄政王在路易十四去世前不久与路易十四的一次谈话，据说路易十四告诉他，铁面人就是富凯，暗示他怀疑王后（奥地利的安妮或玛丽-泰蕾莎）与他有婚外情。
在历史性文章《铁面人的秘密》（1973年）中，马塞尔·帕尼奥尔（Marcel Pagnol）将这名著名囚犯与路易十四的孪生兄弟联系起来，提出了一个论点，根据该论点，富凯是在路易十四的命令下，在皮内罗洛被圣马尔斯毒死的，卢福瓦转达了这一命令。帕尼奥尔还引用了卢福瓦的信，但驳斥了富凯被多热毒死的论点，尤其是认为他无法获得“必要的药物”。

## 系谱
尼古拉·富凯（Nicolas Fouquet）与路易丝·富尔谢·德·奎伊亚克的第一次婚姻中有一个女儿玛丽（Marie），她与沙罗侯爵阿尔芒·德·贝蒂纳（Armand de Béthune）结婚，妻子出资60万里弗。1650年代末的婚姻证实了家族的社会崛起。
第二次婚姻确保了男性血统。尼古拉与玛丽·马德莱娜·德·卡斯蒂耶有五个孩子：
- 弗朗索瓦（1652-1656），早逝；
- 路易·尼古拉，沃伯爵（死于1705年），迎娶议员的女儿让娜-玛丽·居永，没有后代；
- 玛丽-马德莱娜（1656-1720），嫁给了蒙萨莱斯侯爵埃埃马纽埃尔·巴拉吉耶·德·科吕索尔·迪泽斯；
- 夏尔·阿尔芒（1657-1734）进入奥拉托利会；
- 路易，贝勒岛侯爵（1661-1738年），迎娶沙吕侯爵的女儿卡特琳-阿涅丝·德·莱维。

只有贝勒岛侯爵路易有后代。考虑到尼古拉被定罪后富凯家族的声誉，他违背家人的意愿与沙吕侯爵的女儿结婚似乎是一个真正的机会。莱维家族确实是一个非常古老的贵族家族。
夏尔·路易·奥古斯特·富凯（1684-1761）和路易·夏尔·阿尔芒（1693-1747）是他们的孩子。这两人全部都有军队生涯，这在富凯家族中是第一次出现，使他们能够恢复血统的纹章，并获得有史以来最高的荣誉：夏尔·路易·奥古斯特尤其出色，成为三主教管区的总督，这是与神圣罗马帝国边界上最重要的据点，并被任命为路易十五统治下的公爵和贵族，以奖励他的忠诚服务。

## 虚构创作中的尼古拉·富凯

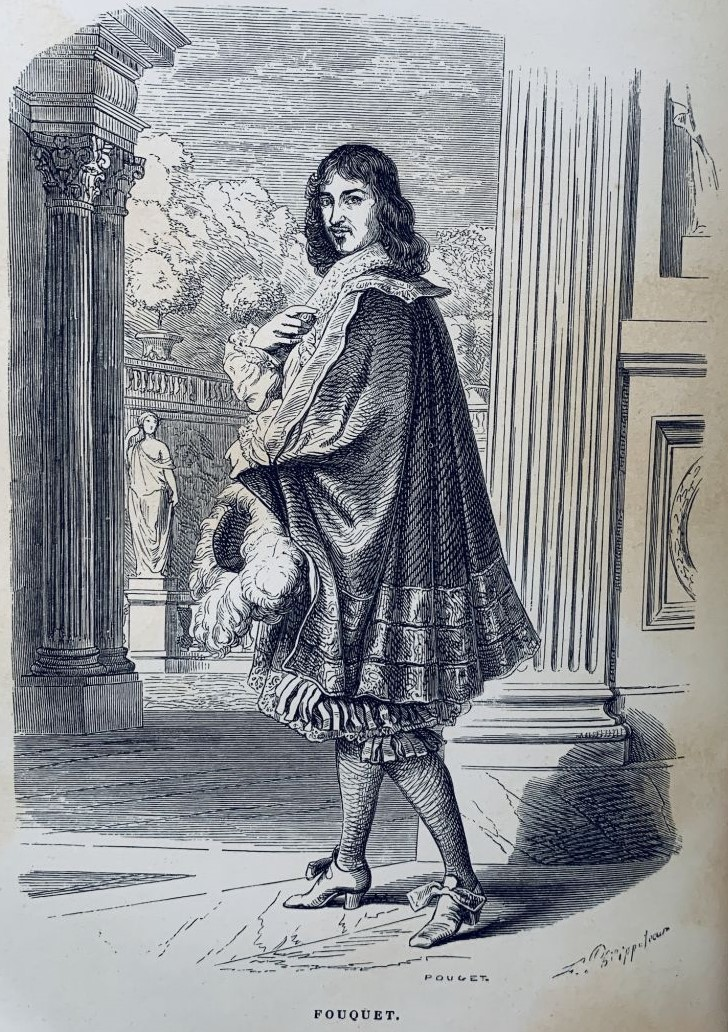
小说《布拉热洛纳子爵》中的反派尼古拉富凯的形象

尼古拉·富凯是小说《布拉热洛纳子爵》的重要人物，在大仲马的这部小说中，他被描绘成面对太阳王的专制主义时“慷慨价值观”和“巴洛克式挥霍”的化身。与富凯“巴洛克式颠覆”相反，让-巴蒂斯特·柯尔贝尔象征着“经典理性”，同时被描绘成“冷酷、野心勃勃、肆无忌惮、机智沉重、没有魅力”。阿拉密斯为了拯救他的朋友富凯（但主要是为了确保王国的控制），绑架并监禁了路易十四，并用他隐藏的双胞胎取代了他。然而，富凯拒绝参与阴谋，并释放了真正的国王；双胞胎被送回监狱，成为铁面人。然而，路易十四表现出忘恩负义：他仍然反对他的财务总管，并没有原谅他看到他被监禁和羞辱，他仍然命令达太安逮捕富凯。尽管他同情财管总管，但火枪手队长在追捕结束时抓住了他。
1910年，第一部出现他这个角色的电影是《富凯，戴着铁面具的人》。卡米耶·德·莫尔隆（Camille de Morlhon）执导的无声电影以铁面人为主题，在整个20世纪的电影记录中不断重复。1939年，詹姆斯·惠尔（James Whale）执导的美国电影《戴着铁面具的人》（The Man in The Iron Mask）是对布拉热洛纳子爵小说的一部非常自由的改编。1977年，电视系列剧《密谍》的演员帕特里克·麦古恩（Patrick McGoohan）在英国电视连续剧《铁面人》中饰演尼古拉·富凯。
丽塔·莫纳尔迪（Rita Monaldi）和弗朗切斯科·索尔蒂（Francesco Sorti）于2002年出版的《出版许可》（Imprimatur）提出了另一个虚构假设，尼古拉·富凯逃离皮内罗洛并在罗马结束了生命，这是本书情节的基础。
皮埃尔·莱佩尔（Pierre Lepère）于2010年出版的《阴影部》唤起了沃子爵的生活——柯尔贝尔因对富凯妻子的爱而死去——围绕着王国最强大的人物，这一决定性的日期是1661年8月17日……直到他入狱。同年出版，卡琳·汉恩的《阿尔泰亚或国王的愤怒》。阿尔泰亚是财务总管的教女。这个故事忠实于历史事实。然而，作者选择将《铁面人》的插曲浪漫化，认为富凯知道这个国家秘密，这促使路易十四解决了财务总管。
洛朗·埃内曼（Laurent Heynemann）的两部分电视电影《国王、松鼠和蛇》（2011年3月播出）聚焦于富凯“松鼠”（洛朗·德奇饰）和柯尔贝尔“蛇”（蒂埃里·弗雷蒙饰）之间的竞争，以获得路易十四（达维·萨尔杜饰）的青睐。
塞利娜·克尼德勒（Céline Knidler）于2023年出版的历史小说《刽子手的女儿：塞莱斯特》（La fille du bourreau:Céleste）讲述了刽子手女儿塞莱斯特·克莱西（Céleste Clercy）在1649年巴黎的冒险经历，以及她与治安法官尼古拉·富凯的会面。

## 纪录片
2011年，一部名为《尼古拉·富凯：遮蔽的太阳》（Nicolas Fouquet:Le soleil offusqué）的虚构纪录片在斯特凡纳·贝恩（Stéphane Bern）主持的《历史秘密》（Secrets d‘Historire）节目中献给了他。
这部纪录片旨在发现他建造的沃子爵城堡。该节目还回顾了他作为最伟大艺术家的赞助人的角色，以及1661年8月17日他在城堡举行的盛大宴会，在路易十四国王眼中，这被认为是严重的挑衅。
- 本条目包含来自公有领域出版物的文本: Chisholm, Hugh (编).  (第11版). London: Cambridge University Press. 1911.

### 书籍
- Simone Bertière, Le procès Fouquet, Paris, Le Livre de Poche, 《文学和档案》系列, 2015, 508页. (ISBN 978-2-2531-9455-2).
- François Bluche, Louis XIV, Paris, Fayard, 1986, 039页. (ISBN 2-213-01568-6).
- Janine Cels-Saint-Hilaire和Denise Turrel, Nicolas Fouquet et le roi : Les décors de Vaux-le-Vicomte, Paris, l'Harmattan, 《历史、文本、社会》系列, 2024, 158页. (ISBN 978-2-336-46972-0).
- Urbain-Victor Chatelain, Le surintendant Nicolas Fouquet, protecteur des Lettres, des Arts et des Sciences, Librairie académique Perrin et Cie, Paris, 1905, 598页
- Daniel Dessert, Fouquet, Paris, Fayard, 1987, 404页. (ISBN 2-213-01705-0).
- Daniel Dessert, Argent, pouvoir et société au Grand Siècle, Paris, Fayard, 1984, 824页. (ISBN 2-213-01485-X).
- Georges Mongrédien, L'Affaire Foucquet, coll. 《著名事件起因》系列, Hachette, 1973, 258页
- Paul Morand, Fouquet ou le Soleil offusqué, Gallimard, 1961.
- Jean-Christian Petitfils, Fouquet, Paris, Éditions Perrin, 1998, 607页. (ISBN 2-262-01105-2).
- Klaus Malettke (主编), Les années Fouquet : politique, société, vie artistique et culturelle dans les années 1650, LIT Verlag Münster, 2001, 131页.
- Michel Vergé-Franceschi Colbert, la politique du bon sens, Payot, 2005.

1. 1 2 3 4 5 6 7 8 9 10 11  Daniel Dessert. . Fayard. 1987. ISBN 2-213-01705-0.
2. ↑  Marcel Boulenger. . Éditions Frédérique Patat. 2019.
3. 1 2 3 4 5 6 7 8 9 10 11 12 13  Jean-Christian Petitfils. . Éditions Perrin. 1998. ISBN 2-262-01105-2.
4. ↑  Françoise Bayard; Joël Félix. . Cheff. 2000.
5. ↑  Jean-Jules Clamageran. . Guillaumin et cie. 1868: 587.
6. 1 2 3 4 5  François Bluche. . Fayard. 1986. ISBN 2-213-01568-6.
7. ↑  Philip P. Boucher. . Éditions du Septentrion. 2004: 51.
8. ↑  Bourgeon, Jean-Louis. . Revue d’Histoire Moderne & Contemporaine. 1988, 35 (1).
9. ↑  Chantal Grell. . LIT Verlag Münster. 2001: 42-43.
10. ↑  Thierry Sarmant. . Plon. 2011.
11. 1 2  Voltaire. . . : 277.
12. ↑  Maurice Duvivier. . Armand Colin. 1932.
13. ↑  Isabelle Safa. . Classiques Garnier. 2016, 43: 127-140. ISSN 0761-8034. doi:10.15122/isbn.978-2-406-07046-7.p.0127.
14. ↑  Marc-Daniel Seiffert. . Éditions Eyrolles. 2020: 177. ISBN 978-2-212-57291-9.
15. ↑  . Les Bibliothèques de Chartres. 2021-01-24.
16. ↑  . programme.tv. 2021-01-21.

- Mémoires sur la vie publique et privée de Fouquet, surintendant des finance et sur son frère l'abbé Fouquet